# Attila Barta
Attila Barta (ur. 28 stycznia 1972 w Mosonmagyaróvárze) – węgierski kierowca wyścigowy.

## Biografia
Karierę w sportach motorowych rozpoczął w 1986 roku od startów w kartingu. W 1992 roku zadebiutował w Pucharze Opla Astry, a dwa lata później – w Węgierskiej Formule 2000. W sezonie 1995 zadebiutował w Pucharze Porsche Pirelli. W latach 1998–2001 uczestniczył okazjonalnie w serii FIA GT Championship, a w 2002 roku pojechał gościnny występ w Porsche Supercup. Jednocześnie w 2002 roku zadebiutował Suzuki Swiftem na trasach rajdowych, startując w Pucharze Magyar Suzuki. Rok później zajął w tym pucharze trzecie miejsce w klasyfikacji końcowej. W sezonie 2004 startował Suzuki Ignisem, wygrywając grupę N2. W latach 2005–2006 rywalizował w wyścigowych mistrzostwach Słowacji, a w 2007 roku zadebiutował w wyścigu 24h Dubaju, w którym zajął trzecie miejsce w klasie. 2008 rok zakończył triumfem w 24H Series w klasie SP1, a osiągnięcie to powtórzył w sezonie 2010. W roku 2009 zajął drugie miejsce w wyścigu 12h Hungaroringu.

## Wyniki
| Legenda oznaczeń w tabelach wyników Wyświetl szablon na nowej stronie | Legenda oznaczeń w tabelach wyników Wyświetl szablon na nowej stronie                                                                     |
| Oznaczenie                                                            | Wyjaśnienie |
| --------------------------------------------------------------------- | --- |
| Złoty                                                                 | Zwycięzca lub mistrzostwo |
| Srebrny                                                               | 2. miejsce lub wicemistrzostwo |
| Brązowy                                                               | 3. miejsce lub II wicemistrzostwo |
| Zielony                                                               | Ukończył, punktował (w klasyfikacji generalnej, gdy zdobył co najmniej jeden punkt na przestrzeni sezonu, poza trzema powyższymi opcjami) |
| Niebieski                                                             | Ukończył, nie punktował (w klasyfikacji generalnej, gdy nie zdobył co najmniej jednego punktu na przestrzeni sezonu)                      |
| Czerwony                                                              | Nie zakwalifikował się (NZ) |
| Czerwony                                                              | Nie prekwalifikował się (NPK) |
| Różowy                                                                | Nie ukończył (NU) |
| Różowy                                                                | Niesklasyfikowany (NS) (w klasyfikacji generalnej, gdy nie został sklasyfikowany w żadnym wyścigu sezonu)                                 |
| Czarny                                                                | Zdyskwalifikowany (DK) |
| Czarny                                                                | Wykluczony (WYK/EX) |
| Biały                                                                 | Nie wystartował (NW) |
| Biały                                                                 | Kontuzjowany (K/INJ) |
| Biały                                                                 | Wyścig odwołany (OD/C) |
| Bez koloru                                                            | Został wycofany (WYC/WD) |
| Bez koloru                                                            | Nie przybył (NP/DNA) |
| Bez koloru                                                            | Nie brał udziału w treningach (NT/DNP) |
| Bez koloru                                                            | Nie został zgłoszony (–) |
| Pogrubienie                                                           | Start z pole position |
| Kursywa                                                               | Najszybsze okrążenie wyścigu |
| †                                                                     | Nie ukończył, ale jego rezultat został zaliczony ze względu na przejechanie więcej niż 90% dystansu wyścigu.                              |
| *                                                                     | Sezon w trakcie |
| 1/2/3                                                                 | Punktowana pozycja w sprincie kwalifikacyjnym                                                                                             |
| Lista systemów punktacji Formuły 1                                    | |

### Węgierska Formuła 2000
| Rok  | Zespół          | Samochód      | Silnik  | Wyniki w poszczególnych eliminacjach | Wyniki w poszczególnych eliminacjach | Wyniki w poszczególnych eliminacjach | Wyniki w poszczególnych eliminacjach | Wyniki w poszczególnych eliminacjach | Wyniki w poszczególnych eliminacjach | Wyniki w poszczególnych eliminacjach | Wyniki w poszczególnych eliminacjach | Wyniki w poszczególnych eliminacjach | Wyniki w poszczególnych eliminacjach | Pkt. | Msc. |
| ---- | --------------- | ------------- | ------- | ------------------------------------ | ------------------------------------ | ------------------------------------ | ------------------------------------ | ------------------------------------ | ------------------------------------ | ------------------------------------ | ------------------------------------ | ------------------------------------ | ------------------------------------ | ---- | ---- |
| 1994 |                 |               |         | Węgry                                | Węgry                                | Węgry                                | Węgry                                | Węgry                                | Węgry                                |                                      |                                      |                                      |                                      | 3    | 6    |
| 1994 | Mercury ASE     | Reynard       | Ford    | -                                    | -                                    | -                                    | -                                    | -                                    | 4                                    |                                      |                                      |                                      |                                      | 3    | 6    |
| 1995 |                 |               |         | Węgry                                | Węgry                                | Węgry                                | Węgry                                | Węgry                                | Węgry                                | Węgry                                | Węgry                                |                                      |                                      | 4    | 5    |
| 1995 | BOVI Motorsport | Reynard       | Ford    | NU                                   | 3                                    | NU                                   | -                                    | -                                    | NU                                   | -                                    | -                                    |                                      |                                      | 4    | 5    |
| 2009 |                 |               |         | Węgry                                | Węgry                                | Węgry                                | Węgry                                | Węgry                                | Węgry                                | Węgry                                | Węgry                                | Węgry                                | Węgry                                | 34,5 | 4    |
| 2009 | ACS Motorsport  | Tatuus FR2000 | Renault | 5                                    | 4                                    | 3                                    | 3                                    | 2                                    | 3                                    | 3                                    | 4                                    | 8                                    | 8                                    | 34,5 | 4    |

### Węgierska Formuła Renault
| Rok  | Zespół         | Samochód      | Silnik  | Wyniki w poszczególnych eliminacjach | Wyniki w poszczególnych eliminacjach | Wyniki w poszczególnych eliminacjach | Wyniki w poszczególnych eliminacjach | Wyniki w poszczególnych eliminacjach | Wyniki w poszczególnych eliminacjach | Wyniki w poszczególnych eliminacjach | Wyniki w poszczególnych eliminacjach | Wyniki w poszczególnych eliminacjach | Wyniki w poszczególnych eliminacjach | Pkt. | Msc. |
| ---- | -------------- | ------------- | ------- | ------------------------------------ | ------------------------------------ | ------------------------------------ | ------------------------------------ | ------------------------------------ | ------------------------------------ | ------------------------------------ | ------------------------------------ | ------------------------------------ | ------------------------------------ | ---- | ---- |
| 2009 |                |               |         | Węgry                                | Węgry                                | Węgry                                | Węgry                                | Węgry                                | Węgry                                | Węgry                                | Węgry                                | Węgry                                | Węgry                                | 52   | 2    |
| 2009 | ACS Motorsport | Tatuus FR2000 | Renault | 3                                    | 2                                    | 2                                    | 2                                    | 2                                    | 2                                    | 2                                    | 3                                    | 4                                    | 4                                    | 52   | 2    |

### FIA GT
| Rok  | Zespół          | Samochód        | Wyniki w poszczególnych eliminacjach | Wyniki w poszczególnych eliminacjach | Wyniki w poszczególnych eliminacjach | Wyniki w poszczególnych eliminacjach | Wyniki w poszczególnych eliminacjach | Wyniki w poszczególnych eliminacjach | Wyniki w poszczególnych eliminacjach | Wyniki w poszczególnych eliminacjach | Wyniki w poszczególnych eliminacjach | Wyniki w poszczególnych eliminacjach | Wyniki w poszczególnych eliminacjach | Pkt. | Msc. |
| ---- | --------------- | --------------- | ------------------------------------ | ------------------------------------ | ------------------------------------ | ------------------------------------ | ------------------------------------ | ------------------------------------ | ------------------------------------ | ------------------------------------ | ------------------------------------ | ------------------------------------ | ------------------------------------ | ---- | ---- |
| 1998 |                 |                 | Niemcy                               | Wielka Brytania                      | Niemcy                               | Francja                              | Węgry                                | Japonia                              | Wielka Brytania                      | Austria                              | Stany Zjednoczone                    | Stany Zjednoczone                    |                                      | 0    | NS   |
| 1998 | BOVI Motorsport | Porsche 911 GT2 | -                                    | -                                    | -                                    | -                                    | -                                    | -                                    | -                                    | NU                                   | -                                    | -                                    |                                      | 0    | NS   |
| 1999 |                 |                 | Włochy                               | Wielka Brytania                      | Niemcy                               | Węgry                                | Belgia                               | Niemcy                               | Wielka Brytania                      | Stany Zjednoczone                    | Stany Zjednoczone                    |                                      |                                      | 0    | NS   |
| 1999 | BOVI Motorsport | Porsche 911 GT2 | 20                                   | -                                    | -                                    | NW                                   | -                                    | -                                    | -                                    | -                                    | -                                    | -                                    |                                      | 0    | NS   |
| 2001 |                 |                 | Włochy                               | Czechy                               | Francja                              | Wielka Brytania                      | Belgia                               | Węgry                                | Belgia                               | Austria                              | Niemcy                               | Hiszpania                            | Portugalia                           | 0    | NS   |
| 2001 | BOVI Motorsport | Porsche 911 GT2 | -                                    | -                                    | -                                    | -                                    | -                                    | NU                                   | -                                    | -                                    | -                                    | -                                    | -                                    | 0    | NS   |

### Porsche Supercup
| Rok  | Zespół     | Samochód        | Wyniki w poszczególnych eliminacjach | Wyniki w poszczególnych eliminacjach | Wyniki w poszczególnych eliminacjach | Wyniki w poszczególnych eliminacjach | Wyniki w poszczególnych eliminacjach | Wyniki w poszczególnych eliminacjach | Wyniki w poszczególnych eliminacjach | Wyniki w poszczególnych eliminacjach | Wyniki w poszczególnych eliminacjach | Wyniki w poszczególnych eliminacjach | Wyniki w poszczególnych eliminacjach | Wyniki w poszczególnych eliminacjach | Pkt. | Msc. |
| ---- | ---------- | --------------- | ------------------------------------ | ------------------------------------ | ------------------------------------ | ------------------------------------ | ------------------------------------ | ------------------------------------ | ------------------------------------ | ------------------------------------ | ------------------------------------ | ------------------------------------ | ------------------------------------ | ------------------------------------ | ---- | ---- |
| 2002 |            |                 | Włochy                               | Hiszpania                            | Austria                              | Monako                               | Niemcy                               | Wielka Brytania                      | Niemcy                               | Węgry                                | Belgia                               | Włochy                               | Stany Zjednoczone                    | Stany Zjednoczone                    | 0    | NS   |
| 2002 | Porsche AG | Porsche 911 GT3 | -                                    | -                                    | -                                    | -                                    | -                                    | -                                    | -                                    | 16                                   | -                                    | -                                    | -                                    | -                                    | 0    | NS   |

### Północnoeuropejski Puchar Formuły Renault 2.0
| Rok  | Zespół         | Samochód      | Silnik  | Wyniki w poszczególnych eliminacjach | Wyniki w poszczególnych eliminacjach | Wyniki w poszczególnych eliminacjach | Wyniki w poszczególnych eliminacjach | Wyniki w poszczególnych eliminacjach | Wyniki w poszczególnych eliminacjach | Wyniki w poszczególnych eliminacjach | Wyniki w poszczególnych eliminacjach | Wyniki w poszczególnych eliminacjach | Wyniki w poszczególnych eliminacjach | Wyniki w poszczególnych eliminacjach | Wyniki w poszczególnych eliminacjach | Wyniki w poszczególnych eliminacjach | Wyniki w poszczególnych eliminacjach | Wyniki w poszczególnych eliminacjach | Wyniki w poszczególnych eliminacjach | Wyniki w poszczególnych eliminacjach | Wyniki w poszczególnych eliminacjach | Wyniki w poszczególnych eliminacjach | Pkt. | Msc. |
| ---- | -------------- | ------------- | ------- | ------------------------------------ | ------------------------------------ | ------------------------------------ | ------------------------------------ | ------------------------------------ | ------------------------------------ | ------------------------------------ | ------------------------------------ | ------------------------------------ | ------------------------------------ | ------------------------------------ | ------------------------------------ | ------------------------------------ | ------------------------------------ | ------------------------------------ | ------------------------------------ | ------------------------------------ | ------------------------------------ | ------------------------------------ | ---- | ---- |
| 2010 |                |               |         | Niemcy                               | Niemcy                               | Czechy                               | Czechy                               | Holandia                             | Holandia                             | Niemcy                               | Niemcy                               | Niemcy                               | Holandia                             | Holandia                             | Czechy                               | Czechy                               | Czechy                               | Belgia                               | Belgia                               | Belgia                               | Niemcy                               | Niemcy                               | 41   | 14   |
| 2010 | ACS Motorsport | Tatuus FR2000 | Renault | -                                    | -                                    | -                                    | -                                    | -                                    | -                                    | -                                    | -                                    | -                                    | -                                    | -                                    | 17                                   | 19                                   | 13                                   | -                                    | -                                    | -                                    | -                                    | -                                    | 41   | 14   |